# 도마트/엠스
도마트/엠스(로만슈어: Domat[ˈdomɐt] ( 듣기); 독일어: Ems)는 스위스 그라우뷘덴주의 임보덴군에 있는 지자체이다.

## 역사
도마트/엠스는 765년에 Colonia de Amede로 처음 언급되었다. 엠스(Ems)는 지자체의 독일어 이름이고, 도마트(Domat)는 로만슈어 이름이며, 1943년부터 공식 이름은 이 둘의 조합이 되었다.

## 지리
도마트/엠스의 면적은 2006년 기준으로 24.2k㎡이다. 이 지역의 27.7%는 농업용으로 사용되며, 53.8%는 산림이다. 나머지 토지 중 12.2%는 정착지(건물 또는 도로)이고, 나머지(6.4%)는 비생산적(강, 빙하 또는 산)이다.
2017년 이전에 시정촌은 임보덴 구의 레췬스 하위 지역에 위치했으며, 2017년 이후 임보덴군의 일부가 되었다. 라인강의 우안에 위치하고 있다. 1943년까지 도마트/엠스는 엠스로 알려졌다.

## 인구통계
2020년 12월 31일 기준, 도마트/엠스의 인구는 8,161명이다. 2008년 현재 전체 인구의 18.5%가 외국인이다. 지난 10년 동안 인구는 7.2%의 비율로 증가했다.
2000년 기준으로 인구의 성별 분포는 남성 49.4%, 여성 50.6%였다. 도마트/엠스의 2000년 기준 연령 분포는 다음과 같다. 675명 또는 전체 인구의 10.6%가 0세에서 9세 사이이다. 394명(6.2%)은 10~14세, 432명(6.8%)은 15~19세이다. 성인 인구 중 819명(인구의 12.9%)이 20~29세이다. 977명(15.3%)은 30~39세, 1,005명(15.8%)은 40~49세, 888명(13.9%)은 50~59세이다. 고령자 분포는 599명(인구의 9.4%)이 60~69세 사이이다. 70~79세는 376명(5.9%), 80~89세는 180명(2.8%), 90~99세는 27명(0.4%)이다.
2007년 연방 선거에서 가장 인기 있는 정당은 33.3%의 득표율을 기록한 SVP였다. 다음으로 가장 인기 있는 세 정당은 CVP (28.7%), SPS (22.7%), FDP (12.4%)였다.
전체 스위스 인구는 일반적으로 교육 수준이 높다. 도마트/엠스에서는 인구의 약 68.9%(25-64세)가 비필수 고등교육 또는 추가 고등교육(대학 또는 응용학문대학)을 완료했다.
도마트/엠스의 실업률은 1.55%이다. 2005년 현재 1차 경제 부문에 108명이 고용되어 있으며, 이 부문에 약 21개 기업이 참여하고 있다. 1,782명이 2차 부문에 고용되어 있고, 이 부문에 55개의 기업이 있다. 895명이 3차 부문에 고용되어 있으며, 이 부문에는 150개의 기업이 있다.
2000년 인구 조사에 따르면 4,061명(63.7%)이 로마 가톨릭 신자이고, 1,285명(20.2%)이 스위스 개혁 교회에 속해 있다. 나머지 인구 중 정교회에 속한 사람은 167명(인구의 약 2.62%)이고, 다른 기독교 교회에 속한 사람은 54명(약 0.85%)이다. 305명(약 4.79%)이 이슬람교이다. 다른 교회(인구의 약 1.22%)에 속한 78명(약 1.22%)이 다른 교회(인구 조사에 등재되지 않음), 222명(약 3.48%)가 교회에 속하지 않고, 불가지론자 또는 무신론자, 200명(약 3.14%)가 질문에 대답하지 않았다.
역사적 인구는 다음 표에 나와 있다.
| 년도 | 인구  |
| ---- | ----- |
| 1850 | 1,247 |
| 1900 | 1,504 |
| 1941 | 1,955 |
| 1960 | 3,469 |
| 1970 | 5,701 |
| 1990 | 6,442 |
| 2000 | 6,372 |

## 언어
2000년 기준, 인구 대부분은 독일어(73.3%)를 사용하며 로만슈어가 두 번째로 많이 사용(11.0%)되고, 이탈리아어가 세 번째(7.4%)로 사용된다.
| 도마트/엠스 GR의 언어 |             |             |             |             |             |             |
| 언어                  | Census 1980 | Census 1980 | Census 1990 | Census 1990 | Census 2000 | Census 2000 |
| 언어                  | 수          | 비율        | 수          | 비율        | 수          | 비율        |
| 독일어                | 3450        | 55.06%      | 4403        | 68.35%      | 4670        | 73.29%      |
| 로만슈어              | 1846        | 29.46%      | 1016        | 15.77%      | 704         | 11.05%      |
| 이탈리아어            | 766         | 12.22%      | 629         | 9.76%       | 471         | 7.39%       |
| 인구                  | 6266        | 100%        | 6442        | 100%        | 6372        | 100%        |

## 볼거리

### 드라이뷘덴슈타인

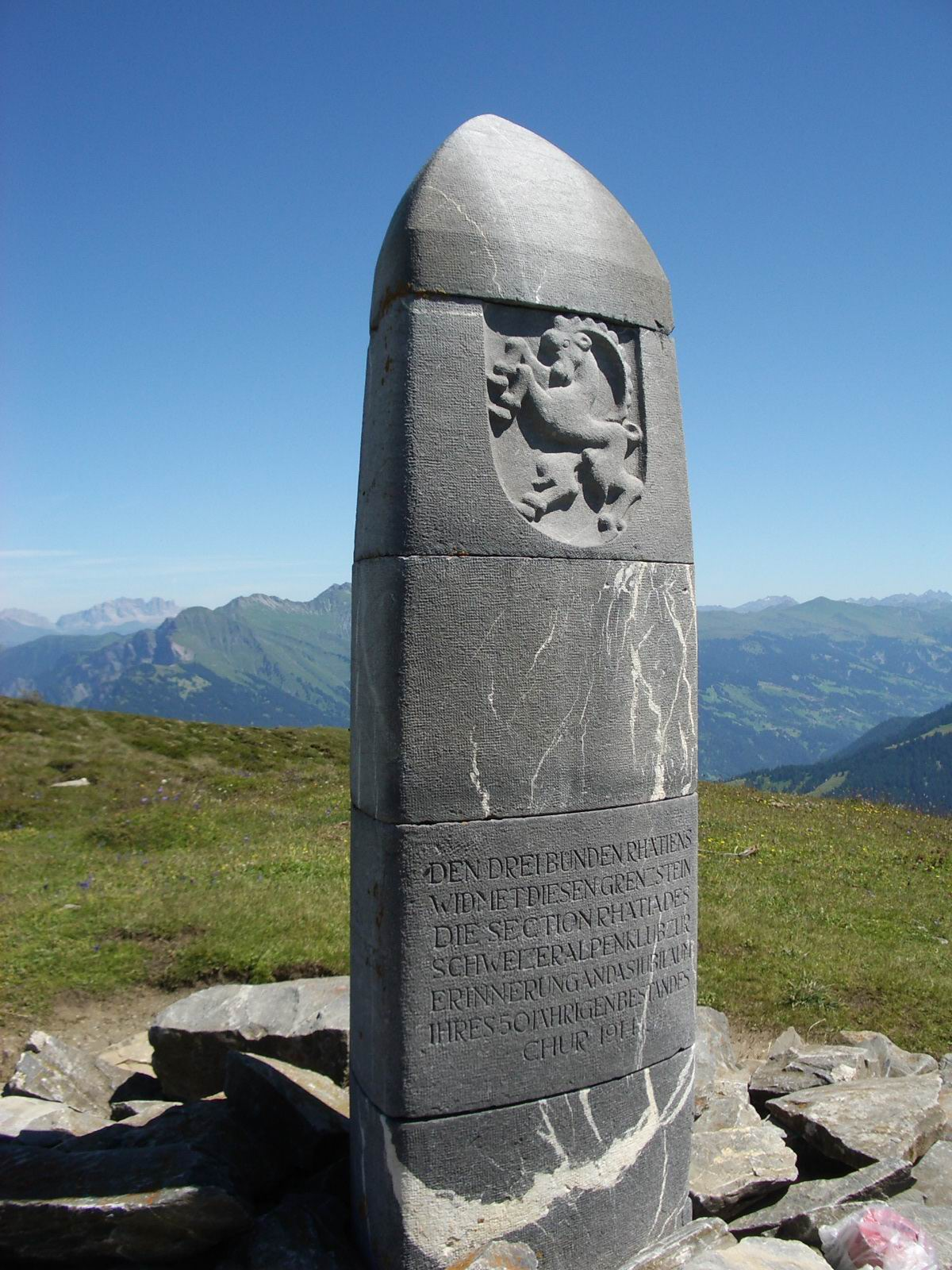
드라이뷘덴슈타인, 삼동맹의 국경을 표시하기 위해 세운 1915년 세운 돌

드라이뷘덴슈타인(로마어 : Term bel)은 그라우뷘덴의 현대적인 주를 설립한 3개 리그 (신의 집 연맹, 10개 관할권 연맹 및 회색 연맹)의 교차점에 세워진 표시이다. 돌은 도마트/엠스, Scheid 마을(현재 토밀스 자치제의 일부) 및 말릭스 사이의 경계에 있는 고도 2,160m에 있다. 원래의 돌은 1722년에 제작되었으며, 현재는 쿠어의 래티셰 박물관에 있다. 1742년 니콜린 제러하르트는 세 개의 돌을 언급했다. 그만큼 스위스 알파인 클럽의 라티셰 구간(Sektion Rhätia)은 1915년에 이 2m 높이의 석재 마커를 만들었다. 1970년에는 이 마커에 더 쉽게 도달할 수 있도록 의자 리프트가 산에 추가되었다.

### 국가중요문화재

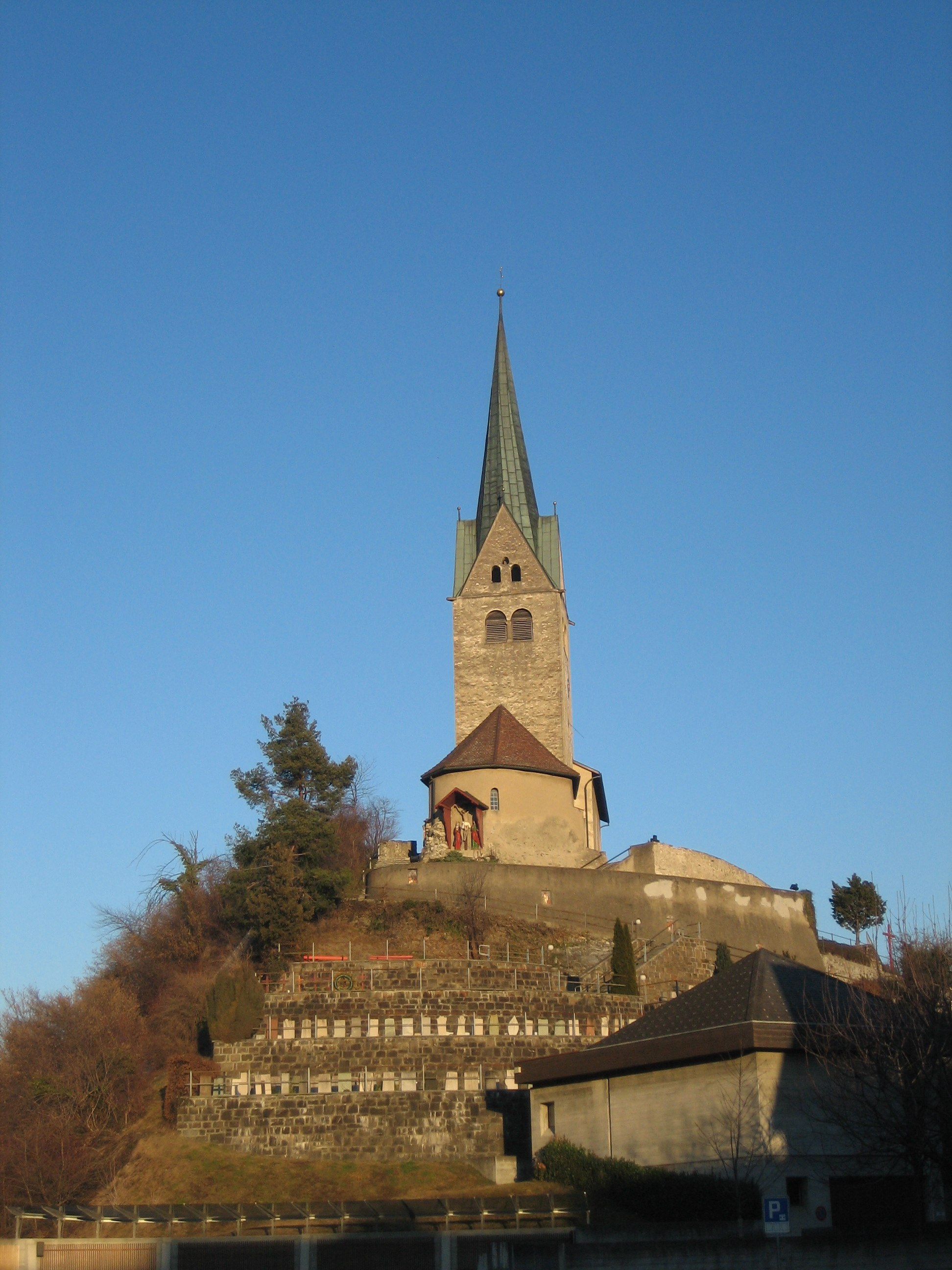
세례 요한 교회

세례 요한 교회와 성베드로 교회는 국가적으로 중요한 스위스 유산으로 등록되어 있다.
세례 성 요한은 투마 투레라 탑 위에 세워졌다. 이 큰 가드 타워는 초기 건설부터 교회에 통합되었다. 16세기 초에 후기 고딕 양식으로 재건되었으며 당시 폴리프티크 제단의 광범위한 목각 조각이 추가되었다.
성 베드로는 카롤링거 스타일로 800년경에 지어졌다. 그것은 Tuma Casti 타워의 동쪽에 있는 7-8세기 교회의 기초 위에 세워졌다.

## 교통
지자체에는 4개의 기차역이 있다.
- 라이헤나우-타민스
- 엠스 베르크
- 도마트/엠스
- 펠스베르크

4개 모두 란트콰르트-투지스선에 있다. 라이헤나우-타민스는 라이헤나우-타민스-디젠티스/무쉬테선과의 교차점이다. 그들 사이에는 디젠티스/무쉬테, 스쿠올-타라스프, 쿠어, 생모리츠까지 정기 운행편이 있다.